# Ситоле, Ян
Ян Ситоле (Ситхоул, англ. Jan Sithole) — профсоюзный и политический деятель Свазиленда (Эсватини). Ситоле был президентом левоцентристской Демократической партии Свазиленда (SWADEPA) и в октябре 2013 года был избран в Палату собрания Эсватини (нижнюю палату парламента).

## Биография
Ян Ситоле пришёл в рабочее движение в 1980-х годах после того, как пережил жестокое обращение со стороны южноафриканского руководства в условиях апартеида, работая сменным оператором на бумажной фабрике. Протест Ситоле против эксплуатации привёл к дисциплинарному расследованию, в ходе которого он был оправдан. Он завоевал восхищение и уважение рабочих страны и стал генеральным секретарём Федерации профсоюзов Свазиленда (SFTU), предшественницы нынешнего Конгресса профсоюзов Эсватини. В годы своей активной деятельности Ситоле оставался лидером национального профцентра на протяжении 25 лет. Он ушёл в отставку в октябре 2009 года.
На протяжении 1990-х годов Ситоле, возглавляя профсоюзные забастовки и протесты, продолжал бороться за права людей и доступ к предметам первой необходимости, как вода и электричество. Неоднократно арестовывался за свою деятельность, переживал похищения и попытки депортировать его из страны. Так, в 1995 году ему угрожала депортация, а затем его похитили и бросили в багажнике автомобиля. 
30 января 1997 года он был арестован вместе с другими руководителями SFTU Ричардом Нксумало, Джабулани Нксумало и Тембой Мсиби, чтобы предотвратить всеобщую забастовку. Профсоюзных лидеров обвинили в угрозах владельцам автобусных компаний, утверждая, что они требовали убрать транспортные средства с дорог, но в итоге Ситоле с товарищами были освобождены после того, как мировой судья пришел к выводу, что обвинения не имеют под собой никаких оснований.
В 2002 году ему публично угрожал сенатор Свазиленда и правительственный делегат в Международной организации труда. 

## Парламент
На выборах в Палату собрания Свазиленда 20 сентября 2013 года Ситоле был избран одним из 55 депутатов, номинально как независимый (поскольку абсолютная монархия Свазиленда не признаёт политические партии). Ситоле и его организация обязались реформировать систему управления в стране изнутри, чтобы «достичь многопартийности в Свазиленде, но посредством стратегии участия, а не бойкота». Он заявил, что он не единственный избранный член своей партии.
В последующие годы он продолжал проводить кампании, писать политические колонки и общаться с международными политическими деятелями. Ян Ситоле начал активное взаимодействие с Социалистическим интернационалом в 2013 году, а в следующем году SWADEPA была принята в качестве члена интернационала, что было ратифицировано XXV Конгрессом Социнтерна в Картахене (Колумбия) в 2017 году.
Ян Ситоле скончался 12 сентября 2020 года.